# ¡Ya Llegó Simón!
¡Ya Llegó Simón es el primer álbum oficial del comediante y compositor Simón Díaz producido íntegramente por Hugo Blanco, grabado en mayo de 1964 para el Palacio de la Música, es la típica música llanera-tradicional venezolana mezclada con un humor singular que solo poseía el afamado cantautor. Debido al éxito de Por Elba y que lo colocó en sitial preferencial en los premios Billboard de la época, se decida lanzar una producción a todo nivel, de la cual fue un éxito en ventas, extrayéndose de la presente placa canciones jocosas como El Cigarrón Colorao, Dos Almas, Superbloque, Pica-Pica y Karacatiski y el relanzamiento de Matagente y Tonada del Cabrestero.

## Pistas
| Nº  | Canción                                                | Duración |
| --- | ------------------------------------------------------ | -------- |
| 1.  | «El Cigarrón Colorao» Eliseo Herrera; Hugo Blanco      |          |
| 2.  | «Madrina» Hugo Blanco; Simón Díaz                      |          |
| 3.  | «Matagente» Hugo Blanco; Simón Díaz                    |          |
| 4.  | «Pica-Pica y Karacatis-ki» Ignacio Paredes, Mon Rivera |          |
| 5.  | «Dos Almas» Domingo Fabiano                            |          |
| 6.  | «Tonada del Cabrestero» Simón Díaz                     |          |
| 7.  | «El Lechero» Juan Puente Guerrero; Hugo Blanco         |          |
| 8.  | «Superbloque» Hugo Blanco; Simón Díaz                  |          |
| 9.  | «Serenata En Barbacoas» Simón Díaz                     |          |
| 10. | «Timotea» Aldemaro Romero                              |          |
| 11. | «Que Vale Más» Simón Díaz                              |          |